# Miroslav Sekera
Miroslav Sekera (* 6. října 1975 Praha) je český klavírista.

## Životopis
Od tří let se věnoval hře na klavír a housle. Díky svým hudebním schopnostem byl vybrán do role malého W. A. Mozarta ve filmu Amadeus režiséra Miloše Formana z roku 1984. Ve filmu vystoupil v jediné scéně, kdy před papežem ve Vatikánu hrál na housle a na cembalo.
Později se rozhodl věnovat pouze hře na klavír; studoval na Pražské konzervatoři a na HAMU, kde u profesora Miroslava Langera studium v roce 1999 dokončil. Účastnil se řady interpretačních soutěží kde získal přední ocenění; mj. cenu v soutěži F. Chopina v Mariánských Lázních, mezinárodní soutěži ve francouzském Gaillardu, v roce 2002 zvítězil v mezinárodní soutěži J. Brahmse v Portschachu.
Vydal několik kompaktních disků, spolupracuje též s Českým rozhlasem a koncertuje v Česku i v zahraničí. V roce 2011 vystoupil na festivalu Pražské jaro.